# Josef Zeman
Josef Zeman (Drunče, 23 de janeiro de 1915 - 3 de maio de 1999) foi um futebolista checo que atuava como atacante.

## Carreira
Josef Zeman fez parte do elenco da Seleção Checoslovaca de Futebol, na Copa de 1938. 